# Jorge de Benavente
Jorge de Benavente (ur. 21 kwietnia 1784 w Ayata; zm. 10 marca 1839 w Limie) – peruwiański duchowny katolicki, osiemnasty arcybiskup metropolita limski oraz prymas Peru od 1834 roku.

## Życiorys
Urodził się w 1784 roku w Ayata, na terenie dzisiejszej Boliwii jako syn pułkownika Don Pedro Benavente i Marii Isabel Macoagi. Kolejno uczęszczał do Colegio Carolino w La Paz i Kolegium Niepokalanego Poczęcia w Arequipa. Następnie studiował prawo kanoniczne na Uniwersytecie San Antonio Abad del Cuzco. Tam zdecydował się wstąpić do stanu duchownego i został sekretarzem biskupa Bartoloméo Maríi de las Herassa. Kiedy ten został awansowany na arcybiskupa limskiego w 1806 roku, udał się z nim do Limy, gdzie w 1806 roku przyjął święcenia kapłańskie. 
Pełnił potem stanowisko proboszcza w parafiach: św. Anny w Limie i św. Hieronima de Tunán w Jauja. W 1807 roku uzyskał licencjat z prawa kanonicznego na Uniwersytecie Świętego Marka w Limie. Cztery lata później został adwokatem przy Sądzie Królewskim w Limie i jednocześnie ukończył studia teologiczne ze stopniem doktora w 1812 roku. Niespełna rok później został zastępcą sekretarza archidiecezji, a w 1815 roku znalazł się we władzach miejskich. 
Należał do zwolenników niepodległości Peru oraz uważany był za jednego z wybitnych obywateli Limy, stąd też wziął udział w uroczystym podpisaniu Deklaracji Niepodległości Peru 15 lipca 1821 roku z woli José de San Martína. Towarzyszył wydalonemu z kraju arcybiskupowi Herassowi w jego powrocie do Hiszpanii w pod koniec tego samego roku.
W 1825 roku został mianowany administratorem apostolskim archidiecezji limskiej. Na skutek zawirowań politycznych dopiero 23 czerwca 1834 roku został powołany przez papieża Grzegorza XVI na pełnoprawnego arcybiskupa metropolitę limskiego. Jego konsekracja biskupia miała miejsce 20 lipca 1835 w archikatedrze w Limie. Było to ważne wydarzenie dla miasta i państwa, ponieważ jego intronizacja skończyła trwający 14 lat wakat na stanowisku metropolity. Poza tym był pierwszą osobą piastującą ten urząd, która urodziła się w Peru.
Swoje rządy rozpoczął od wizytacji parafii leżących na terenie archidiecezji, przywracając wszędzie normalne struktury organizacyjne, które zostały częściowo zlikwidowane w wyniku wojny o niepodległość Peru. Promował także wstępowanie do seminarium duchownego. Za jego rządów papież Grzegorz XVI beatyfikował dwóch zakonników pochodzących z Peru: Marcina de Porrèsa i Juana Masíasa. 
Zmarł 10 marca 1839 roku i został pochowany w podziemiach archikatedry limskiej.